# Schizocosa pilipes
Schizocosa pilipes este o specie de păianjeni din genul Schizocosa, familia Lycosidae. A fost descrisă pentru prima dată de Karsch, 1879. Conform Catalogue of Life specia Schizocosa pilipes nu are subspecii cunoscute.